# Executive Officer
In vielen englischsprachigen Streitkräften ist der Executive Officer (XO; deutsch ausführender Offizier; auch Second-in-Command (2i/c)) der Stellvertreter des Kommandierenden Offiziers und nach ihm der Zweite in der truppendienstlichen Befehlskette. In der US Navy und der britischen Royal Navy wird der Erste Offizier an Bord von Schiffen ebenfalls als XO bezeichnet.

## Aufgaben
Der Executive Officer entlastet den Kommandierenden Offizier in seinem Aufgabenbereich, indem er zum Beispiel die Organisation des täglichen Dienstablaufs übernimmt. Ebenso führt der XO als Stellvertreter bei Abwesenheit des Kommandierenden Offiziers das Kommando. Daher ist dieser Posten meist ein weiterer Abschnitt auf dem Weg zum eigenen Kommando.

## Großbritannien
In der British Army wird der Stellvertretende „Second-in-Command“ (2i/c) genannt. Auf kleineren Schiffen der Royal Navy, zum Beispiel U-Booten oder Fregatten, ist der Stellvertreter, der Erste Offizier, ein Lieutenant oder wird so angesprochen. Auf größeren Schiffen, auf denen der Posten meist von einem Commander ausgefüllt wird, wird er unabhängig von seinem Rang als „Commander“ bezeichnet.

## Wirtschaft
Im englischsprachigen Raum wird der Vorstandsvorsitzende als Chief Executive Officer (CEO) bezeichnet.